# Metalepszis
A metalepszis egy stíluseszköz, amely felcserélésen alapul. A stílushatása annak köszönhető, hogy az olvasó vagy beszélő összehasonlítja a két jelentést.
Szathmári István meghatározásában a metalepszis olyan szókép, amelyben az ok helyett az okozatot, az előzmény helyett a következményt nevesítik, például „Arcod verejtékével keresed a kenyered.” (Biblia, 1 Mózes 3,19) Itt tehát látható, hogy az okozat jelenik meg, hiszen a kemény munka megizzasztja az embert. Az ok a kemény munka, az okozat az izzadtság.
A metalepszis során alkalmazott felcserélés általában valamilyen elvont tulajdonság alapján történik. Erre példa:[forrás?]
„Mennem kell, hogy holnap aranyat leljek.” Ebben az esetben az ismert közmondás a felcserélés alapja. A korai kelés, több munkát eredményez, így több pénzt lehet keresni. A következmény jelenik meg és nem az előzmény.